# (89959) 2002 NT7
(89959) 2002 NT7 é um asteroide e um objeto potencialmente perigoso. Com diâmetro de 2 quilômetros da classe Apollo, ficou famoso por ser o primeiro asteroide a obter um fator positivo da Escala de Palermo, a Escala Técnica de Ameaça de Impacto. A possibilidade do impacto vir a ocorrer era altíssima, aproximadamente uma chance em um milhão, para fatores de escala astronômica, uma percentagem extremamente alta, porém esta foi eliminada em poucas semanas.

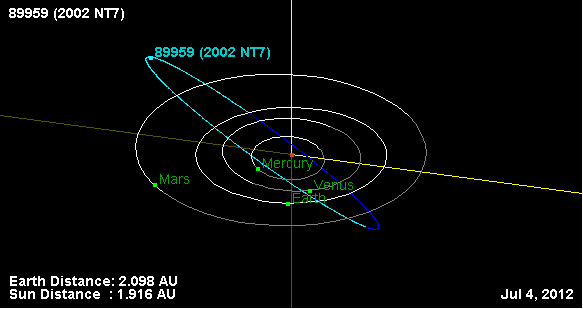
Diagrama da passagem do asteroide próximo a Terra

O fator inicial na Escala de Palermo era de 0,06, sendo rebaixado em 25 de julho de 2002 para -0,25, ou seja, abaixo do risco médio de impactos, após observações mais detalhadas de sua órbita. Sabe-se agora que o 2002 NT7 passou a 0,4078 UA da Terra em 13 de janeiro de 2019.
Embora os riscos de um impacto em 2019 tenham sido descartados, cientistas apontam que não se deve desconsiderar a chance de um impacto no futuro acontecer – no mesmo ano de seu descobrimento, foi também considerado o risco de um impacto na Terra em 2060, mas os astrônomos já estavam conscientes de que isso poderia ser descartado em breve; o que veio a ser confirmado, a passagem do asteroide em 2060 será apenas perto da Terra, sem nenhum risco de colisão.

## Possível colisão com a Terra em 2019

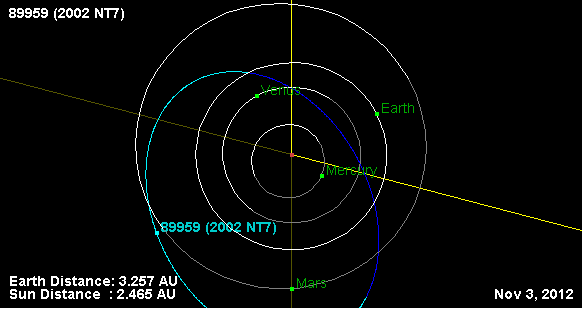
Novo gráfico da NASA, mostrando que o asteroide já passou pela Terra

O asteroide ganhou notoriedade mundial pelo fato de que haveria uma data pré-determinada para sua colisão com o planeta, que teria sido confirmada pela própria NASA, que era exatamente o dia 2 de fevereiro de 2019. O que causou um pânico geral sem precedentes na população do planeta, que começou a espalhar boatos e notícias falsas pela internet, de um suposto fim do mundo em pleno século 21. Um vídeo com uma simulação fiel do impacto do asteroide chegou a ser postado no YouTube. Várias agências governamentais e empresas de exploração espacial de todo o mundo tomaram conhecimento da possível catástrofe mundial e começaram a traçar planos de contingência para evacuação de áreas e missões espaciais para tentar destruir o asteroide. No mesmo ano, a NASA tomou conhecimento do que estava ocorrendo e refez os cálculos, concluindo que houve erros durante a análise do corpo celeste e que não iria ocorrer nenhuma colisão, descartando de vez o hipotético impacto com o planeta.